# Hymne national persan
L’Hymne national persan est composé par Alfred Lemaire sur ordre de Nassereddine Shah. Il fut l'hymne national et royal de la Perse de 1873 à 1909.